# 曲边线蕨
曲边线蕨（学名：Leptochilus ellipticus var. flexilobus）为水龙骨科薄唇蕨属下的一个变种。